# 박주대 (1924년)
박주대(朴周大, 1924년 4월 1일 ~ 2000년 2월 8일)는 대한민국의 독립운동가이다.
본관은 밀양(密陽), 아명(兒名)은 박종진(朴宗珍)이며 1929년에 박주대(朴周大)로 개명(改名)하였고 호(號)는 산남(山南)이다.

## 생애

### 일생
경상북도 예천(醴泉)에서 출생한 그는 1940년 4월, 일본 나고야(名古屋) 오하리 중학교(尾張中學校)에 재학하고 있을 때 조선인 중학교 유학 선배 이평산(李平山)의 지령에 따라 도쿄에 유학중이던 학생 20여 명과 함께 동양시대문학청년동맹(東洋時代文學靑年同盟)을 조직하고 수필지인 《금강산(金剛山)》을 등사 제작하여 동지들에게 배포하며 항일운동을 전개하다가 "차라리 나고야에서 오사카로 전학하라..."는 선배 이평산(李平山)의 지시를 받고 결국 1942년 9월 오사카 보코하나 상업중학교(大阪 此花商業中學校) 야간학부에 편입한 뒤 동지들을 규합하여 수필지인 〈금강산(金剛山)〉을 재발행하여 활동하다가 귀국하였으나 결국 학교를 중퇴한 후 1944년 일경에게 연행되어 강제로 징병입영서를 받고 일본 육군 함경남도 함흥 제43부대에 입대하게 되었다고 한다. 그후 일본군으로 중화민국 대륙 본토에 파견되었다가 1944년 9월 대한민국 임시정부(大韓民國 臨時政府)의 직할 부대였던 대한광복군(大韓光復軍)이 충칭(重慶)에 있음을 전해 듣고 광복군에 입대하기 위하여 동지 9명과 완전 무장을 하고 일군을 탈출하여 중국군 제5유격대에서 활동하다가 1945년 3월 이춘(宜春)에서 중국군 제9전구에 편입되었다. 1945년 4월 1일 광복군에 입대하여 제1지대(第1支隊) 예하 제3구대(第3區隊)에 분대장 직으로 배속되어 항일 독립 투쟁을 계속하던 중 1945년 8월 15일 광복을 맞이하였고 이후 1945년 12월 대한광복군 중사 예편하였으며 그 후 1946년에서 1948년까지 2년간 한국독립당 상임위원 직을 지냈고 1959년에서 1960년까지 대한민국 경기도 인천시 시청 지방자치시민행정특보위원 직을 1년간 지내었다.

### 학력
- 경상북도 예천보통학교 졸업
- 일본 나고야 오하리 중학교 전퇴
- 일본 오사카 보코하나 상업중학교 중퇴
- 고등학교 입학자격 검정고시 합격
- 고등학교 졸업학력 검정고시 합격
- 대한민국 국방대학교 행정학과 1기(1956년)

### 정당 당원 이력
- 前 한국독립당 상임위원(1946년~1948년)
- 前 한국독립당 대표전임위원(1950년~1956년)
- 前 민정당 시민행정자치위원(1963년~1964년)
- 前 한국독립당 최고위원(1965년~1968년)
- 前 신민주공화당 전임고문(1988년~1989년)

### 서훈
대한민국 정부에서는 선생의 공훈을 기리고자 1990년 3월 1일을 기하여 대한민국 건국훈장 애족장을 수여하였다.